# Thrice
Thrice (с англ. — «трижды») — американская пост-хардкор-группа, основанная в 1998 году в Ирвайне Дастином Кенжру и Теппеем Тераниши.
На данный момент группа выпустила восемь студийных альбомов. Часть выручки от каждого выпущенного альбома группа отдает в благотворительные организации.

## История

### First ImpressionsиIdentity Crisis(1998-2001)
Дастин Кенжру и Теппей Тераниши были знакомы со школы и играли вместе в группе "Chapter 11". Теппей пригласил своего друга из скейт-парка Эдди Брекенриджа играть на бас-гитаре, который затем привел своего брата, Райли, для игры на ударных.
В 1998, перед своим первым выступлением, парни поняли, что им нужно имя. Находясь в затруднении, они назвались "Thrice" от отчаяния. Это было шуткой для участников группы и они собирались использовать это имя только для первых выступлений. Однако, у группы появилась аудитория, постепенно привыкшая к названию, и его пришлось оставить.
В 1999 году группа самостоятельно выпустила EP "First Impressions", который была результатом двухдневной сессии в студии A-Room. Была выпущена всего тысяча копий и участники распродавали её сами.
Работая с Полом Майнером из Death by Stereo парни записали двенадцать треков и в апреле 2000 выпустили первый альбом "Identity Crisis" на лейбле Greenflag Records. Часть выручки от альбома была передана местной благотворительной организации.
Последовавшие многочисленные концерты в поддержку альбома и местные слухи привлекли внимание Луиса Позена из Hopeless Records.
В 2001 Луис заключил с группой контракт, переиздал "Identity Crisis" и отправил группу в турне с Samiam. За ним последовали турне с Midtown и Hot Rod Circuit.

### The Illusion of Safety(2002–2003)
Thrice вернулись на студию с Брайаном МаккТернаном для записи "The Illusion of Safety", своего дебютного альбома на Hopeless Records. Альбом был выпущен в феврале 2002 и группа устроила гастроли в его поддержку, играя на разогреве у Further Seems Forever и Face to Face, прежде чем начать своё персональное турне. Группа вновь пожертвовала часть выручки, на этот раз некоммерческому молодёжному приюту в Лос-Анджелесе.

В целом альбом получил положительные отзывы и привлёк внимание нескольких крупных звукозаписывающих компаний. В конце концов, Thrice подписали контракт с Island Records. Осенью того же года группа гастролировала с Hot Water Music и Coheed and Cambria перед тем как вернуться в студию.

### The Artist in the Ambulance(2003–2004)
В 2003 году группа выпустила свой третий альбом "The Artist in the Ambulance". Название альбома - отсылка на произведение "Burn Collector" Аля Буриана и призвано отразить желание группы делать больше, чем просто музыку, и вносить вклад в сообщество своими пожертвованиями. На этот раз часть выручки от альбома была пожертвована организации помощи больным с раком молочной железы. Первые тиражи были выпущены диджипаками с вкладками, содержащими песни и примечания от группы.
Появилось два сингла "All That's Left" и "Stare at the Sun." Обе песни и клипы на них мало транслировались. Thrice гастролировали с сохэдлайнерами Thursday (своими коллегами по лейблу) и открывающей группой Coheed and Cambria по США, распродав все билеты, а также участвовали в Honda Civic Tour с Dashboard Confessional, The Get Up Kids и Hot Water Music.
Гастроли продолжались в течение 2004 года. Island Records выпустили рекламный диск (который представлял собой альтернативную версию "The Artist in the Ambulance") в начале 2004 и он станет основой для CD/DVD "If We Could Only See Us Now", рассказывающим о карьере группы. Названный в честь песни ""So Strange I Remember You", CD содержит запись некоторых живых выступлений с Apple Store и различные би-сайды.

## Участники группы
- Дастин Кенжру — вокал, гитара, перкуссия
- Теппей Тераниши — гитара, клавишные, бэк-вокал
- Эдди Брекенридж — бас-гитара, акустическая гитара, клавишные, синтезатор, бэк-вокал
- Райли Брекенридж — барабаны, перкуссия

## Дискография
Студийные альбомы
- Identity Crisis (2000 г.)
- The Illusion of Safety (2002 г.)
- The Artist in the Ambulance (2003 г.)
- Vheissu (2005 г.)
- The Alchemy Index Vols. I & II (2007 г.)
- The Alchemy Index Vols. III & IV (2008 г.)
- Beggars (2009 г.)
- Major/Minor (2011 г.)
- To Be Everywhere Is to Be Nowhere (2016 г.)
- Palms (2018 г.)
- Horizons/East (2021 г.)